# Manzanares Street

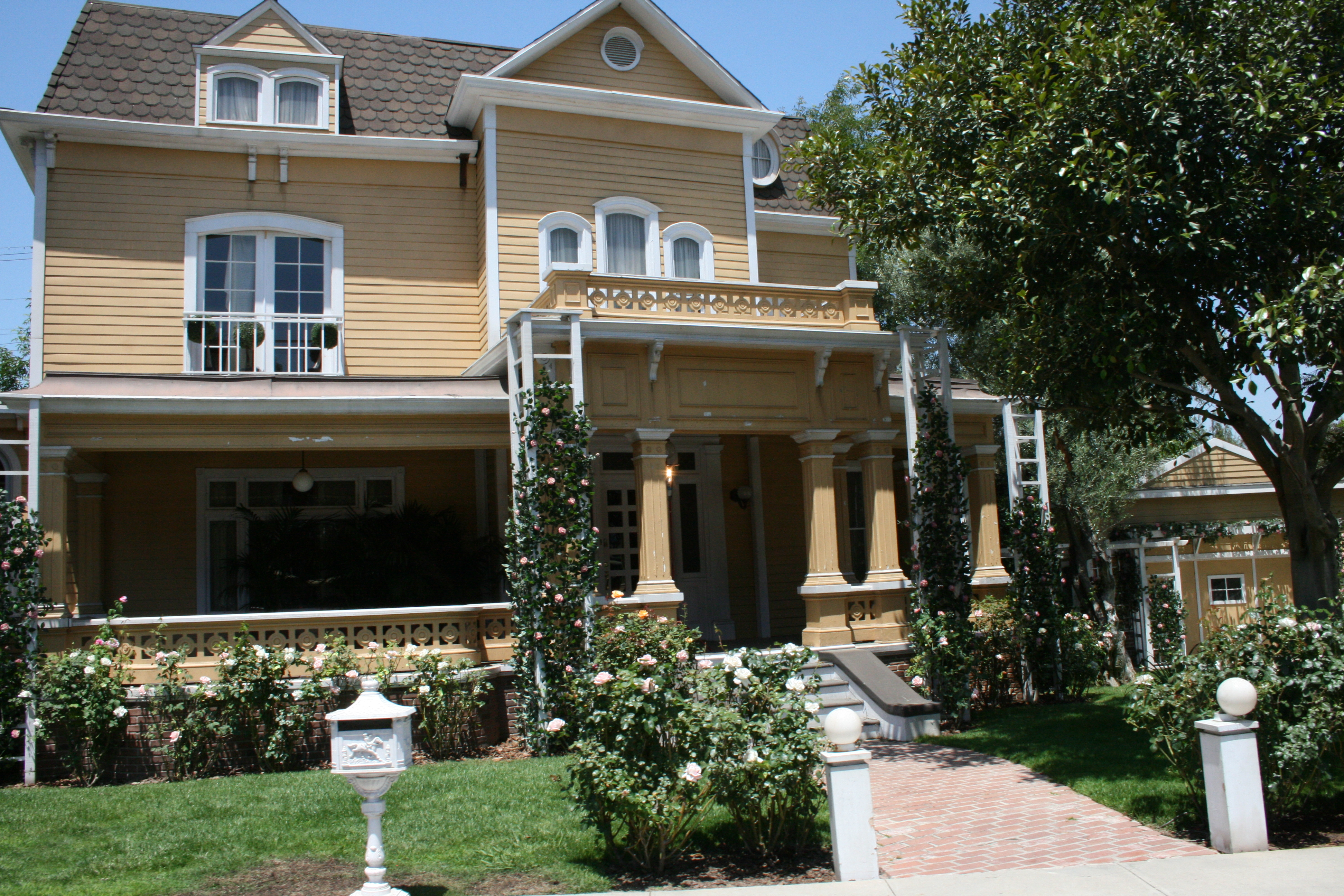
Vista de una Casa en Manzanares Street

La Calle Manzanares es un espacio ficticio habitado por gente adinerada en un suburbio estadounidense de la versión en español Amas de Casa Desesperadas para Estados Unidos. Las mujeres de esa calle llevan una vida privilegiada, con poder comprador que muchos envidian. Un día, una de ellas inexplicablemente se suicida y sus amigas se preguntan porqué lo hizo, si lo tenía todo. Poco a poco, descubrirán que “todo” es a veces “nada”, comparado a la necesidad de cometer un pecado. 

## Vista de la Calle
Esta es la calle de Manzanares Street, idéntica a la versión original en inglés, Wisteria Lane.
```
                                             _____________________
                                            /                     \
         __________________________________/         Parque        \
        /  |        |        |         |                            \
       /   |        |        |         |        _____________        \
      /    |  4351  |  4353  |  4355   |       /             \        |
     /4349 |________|________|_________|______/    ________   \_______|
 ___/     /	                                  /        \   \      |
|   \    /                                       /          \   \     |
|    \  /                                        \__________/   /     |
|4347 \/     __________________________________                / 4362 |
|     /     /  |        |        |        |    \______________/       /
|    /     /   |  4352  |  4354  |  4356  |        |         |       /
|___/     /    |        |        |        |  4358  |  4360   |      /
         / 4350|________|________|________|___     |         |     /
        /     /                               \____|_________|____/
       /     /
 _____/_____/
|          /
|  4348   /
|________/
```

- Datos: Q1079366
- Multimedia: Colonial Street / Q1079366